# Procris pilifera
Procris pilifera är en nässelväxtart som först beskrevs av H. Winkl., och fick sitt nu gällande namn av H. Schröter. Procris pilifera ingår i släktet Procris och familjen nässelväxter. Inga underarter finns listade i Catalogue of Life.